# Pierre-Henri de Valenciennes
Pour les articles homonymes, voir Valenciennes (homonymie).
Pierre-Henri de Valenciennes ou Pierre-Henri Valenciennes, né à Toulouse le 6 décembre 1750, mort à Paris le 16 février 1819, est un artiste peintre français néo-classique, qui s'est spécialisé dans la peinture de paysage.
Professeur à l’École polytechnique et à l'École impériale des Beaux- Arts, il publie en 1799 Éléments de perspective pratique: à l'usage des artistes, qui expose les principes de la perspective linéaire, déjà développés dans de nombreux ouvrages, et les prolonge par les procédés de la perspective chromatique et l'exposé de sa conception esthétique du paysage peint, d'où une méthode d'apprentissage de la peinture sur le motif, en extérieur.

## Biographie

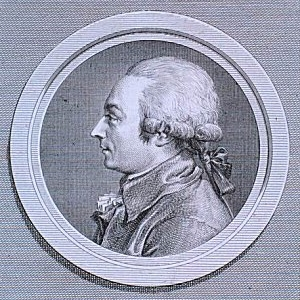
Portrait de Pierre-Henri de Valenciennes, 1788, gravé d'après Jean-Michel Moreau, commandé à l'occasion de son admission à l'Académie de peinture en 1787.

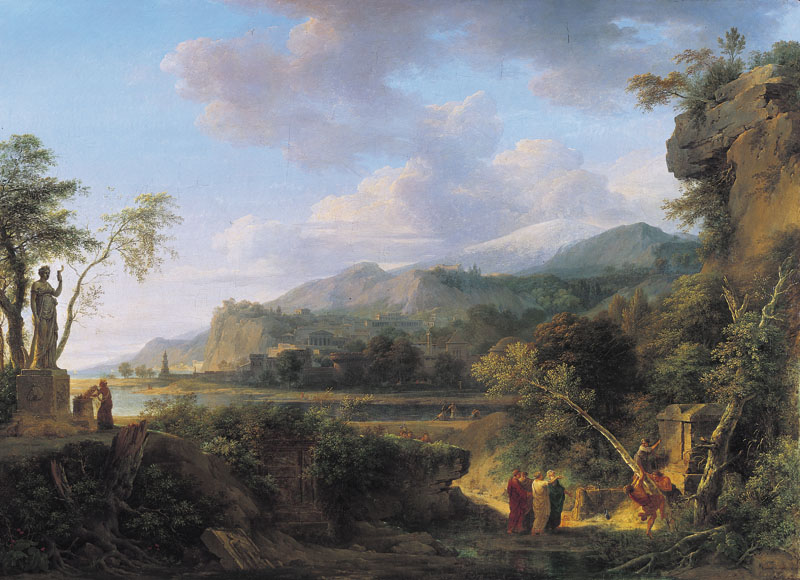
Cicéron découvrant le tombeau d'Archimède, tableau de réception à l'Académie en 1787, combinant paysage et thème historique (Musée des Augustins de Toulouse).

Pierre-Henri de Valenciennes étudie la peinture à l’Académie royale de Toulouse de 1770 à 1771, puis dans l'atelier de Gabriel-François Doyen. Il se rend en Italie une première fois en 1769, s’installe à Rome de 1777 à 1781, voyage au Proche-Orient en 1782-1784 et revient finalement, avec de nombreux carnets de dessins, s'établir à Paris où se déroulera la plus grande partie de sa carrière. Il est admis à l'Académie de peinture en 1787. À la Révolution, il figure parmi les artistes logés au Louvre.
En Italie, il a étudié la perspective, et exécuté des études en plein air qui témoignent d'une sensibilité nouvelle devant la nature. S'il insiste sur l'importance du travail sur le motif, en quoi on le considère comme un des précurseurs du paysage moderne, son intérêt principal reste le paysage historique, qu'il s'efforcera de faire triompher tout au long de sa carrière. De ce point de vue l'étude en plein air est essentielle, mais comme préalable à la réalisation, en atelier, d'une composition historique. C'est ainsi que son morceau de réception à l'Académie est « un paysage représentant Cicéron qui fait abattre les arbres qui cachaient le tombeau d'Archimède », exposé au Salon de 1787. À l'exception de quelques vues, qui sont des paysages sans représentation d'une anecdote historique ou mythique, les tableaux qu'il présentera régulièrement aux Salons jusqu'en 1819 seront tous des paysages historiques.
Il ouvre son propre atelier où, entre 1795 et 1800, il forme entre autres Jean-Victor Bertin et Achille Etna Michallon, eux-mêmes futurs maîtres de Corot, ainsi que Louis Étienne Watelet, Louis-François Lejeune et le premier peintre de panoramas français Pierre Prévost, en s'appuyant sur ses études de plein air comme base de son enseignement.
Il donne des cours de perspective à l’École polytechnique, fondée en 1795, et fait paraître en 1799 ses Éléments de perspective pratique à l’usage des artistes, suivis de réflexions et Conseils à un Élève sur la Peinture et particulièrement sur le genre du Paysage. Il est nommé professeur de perspective le 14 juillet 1812, à l’École impériale des Beaux- Arts, succédant à Pierre-Charles Dandrillon. Il aura lui-même pour successeur Jean-Thomas Thibault, en 1819.
Dans ce genre, il fut non seulement un artiste de grand talent, mais aussi un théoricien théoricien et un pédagogue. C'est à ce titre qu'il fait partie, en 1804, de la première promotion de la Légion d'honneur. Il publia ses idées en 1799 dans un ouvrage écrit avec Simon-Célestin Croze-Magnan. Des historiens de l'art considèrent rétrospectivement ses Éléments de perspective pratique à l'usage des artistes, suivis de réflexions et conseils à un élève sur la peinture et particulièrement sur le genre du paysage comme une élaboration de la théorie du paysage du point de vue néo-classique. Il y considère le « paysage historique », composé en atelier, comme une variante de la peinture d'histoire, où l'environnement situe l'anecdote dans un contexte qui la rend plus crédible. La peinture de paysage atteint ainsi le statut supérieur dans la hiérarchie des genres. Par contraste, il reproche à ses grands prédécesseurs de n'offrir que « des paysages où l'on désirerait posséder une habitation ». Insuffisamment idéalisés, « les dieux, […] les héros même, sont étrangers à ces beaux sites ». La fondation, en 1816, d’un prix du Paysage Historique à l’École royale des Beaux-Arts marque la reconnaissance officielle de cette théorie, à l'époque où le paysage pittoresque, qui représente le sentiment de l'artiste autant qu'une vue documentaire sur le lieu, acquiert un prestige indépendant, notamment sous l'influence de l'école anglaise et de William Gilpin. La réforme de l'École des Beaux-arts en 1863 supprimera le prix[réf. nécessaire].

### Élèves
- Jean-Victor Bertin (1767-1842)
- Joseph Joachim Guernier (1791-1848)
- Alexandre Millin du Perreux (1764-1843)
- Louis Étienne Watelet (1780-1866)

### Salons
Valenciennes obtient en l'an XIII (1804) une première médaille d'or au Salon où il expose de 1787 à 1810, puis à nouveau en 1814 et 1819.
D'après Bellier de La Chavignerie :
- 1787
- 1789
- 1791
- 1793
- 1795
- 1796
- 1798
- 1800
- 1801
- 1802
- 1804
- 1806
- 1810
- 1814
- 1819

Il meurt à Paris le 16 février 1819, où il est enterré au cimetière du Père-Lachaise. 

## Œuvre
Si sa théorie et les tableaux qu'il présente au Salon font de Valenciennes un défenseur des doctrines classiques, qui dominent alors la peinture française, ses études peintes en Italie rejoignent la sensibilité montante, et on voit en lui « un précurseur du Corot d'Italie ».
Au mois d'avril suivant sa mort est annoncée la vente du « cabinet de feu M. P. H. Valenciennes, de l'ancienne Académie Royale de Peinture, et Professeur de Perspective à l’École Royale des Beaux-Arts, Chevalier de la Légion d'Honneur » composé de « tableaux, dessins, estampes, livres » etc. « qui aura lieu en la maison du décédé, quai des Orfèvres, no 18, le lundi 26 avril 1819 et jours suivants ».

### Écrits
Dans un traité publié en 1800, il introduit à côté des catégories traditionnelles du paysage héroïque et du paysage pastoral, le paysage-portrait. Il désigne ainsi la reproduction fidèle du paysage que l'artiste a sous les yeux et envisage que cette pratique puisse devenir un genre à part entière.
- Éléments de perspective pratique, a l'usage des artistes, suivis de réflexions et conseils à un élève sur la peinture, et particulièrement sur le genre du paysage[12], Paris, Victor Desenne, J.-B.-M. Duprat, Jules-Louis-Melchior Porthmann, 1799.

« il est bon de peindre la même vue à différentes heures du jour, pour observer les différences que produit la lumière sur les formes. Les changements sont si sensibles et si étonnants que l'on a peine à reconnaître les mêmes objets. »

— Élémens de perspective  pratique à l'usage des artistes, An VIII

### Peinture

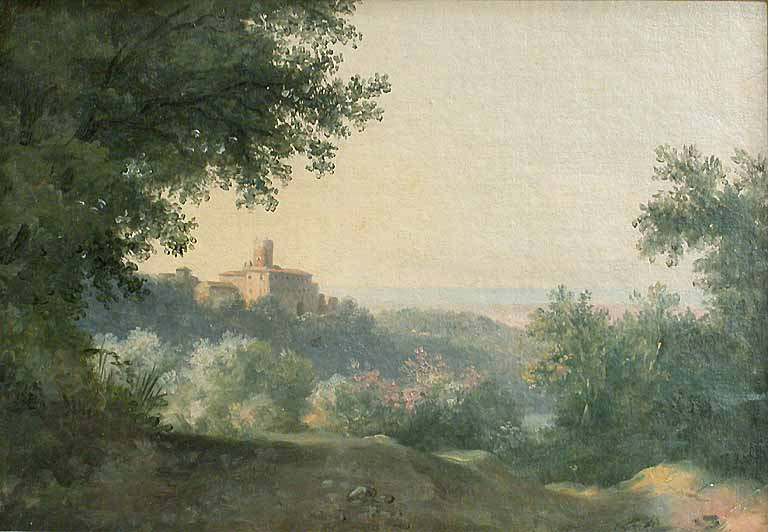
Vue à Nemi, vers 1780, musée du Louvre, Paris.

- À la villa Farnèse (1780), trois tableaux, huile sur papier collé sur carton, 30 × 38 cm, Musée du Louvre, Paris :  Bâtiments entourés d'arbres ; Arbres et fabriques ; Ruisseau coulant parmi les arbres[14]
- L'Orage au bord d'un lac, 1780, 39 × 52 cm, Musée du Louvre, Paris[15]
- Les Monts Albains (1782-1784), huile sur papier marouflé sur toile, 21 × 48 cm, Musée des beaux-arts de Dijon, Dijon[16]
- L'Ancienne ville d'Agrigente (Salon de 1787), 110 × 164 cm, Musée du Louvre[17]
- Cicéron découvrant le tombeau d'Archimède, (1787), huile sur toile, 119 × 162 cm, Musée des Augustins de Toulouse[18]
- Un Capriccio de Rome avec l'arrivée d'un marathon (1788), huile sur toile, 81 × 119 cm, Musée des beaux-arts de San Francisco[19]
- Paysage classique avec figures et sculptures (1788), huile sur panneau de bois, 29 × 41 cm, Getty Center, Los Angeles[20]
- Énée et Didon fuyant l'orage se réfugient dans une grotte, (1792), huile sur toile, 87 × 130 cm, Musée Sainte-Croix, Poitiers
- Paysage classique avec personnages buvant près d'une fontaine (1806), huile sur toile, 45 × 73 cm, Musée d'art de Toledo[21]
- Un paysage boisé avec une scène bacchique (vers 1810), huile sur panneau, 40 × 55 cm, Birmingham Museum of Art[22]
- Eruption du Vésuve arrivée le 24 août de l'an 79 de J.-C. sous le règne de Titus (1813), huile sur toile, 195 × 147 cm, Musée des Augustins de Toulouse[23]

Dates non documentées
- Villa Borghèse : trois tableaux, huile sur papier collé sur carton, 20 × 26 cm, Musée du Louvre, Paris : Ciel, temps de pluie ; Le Pavillon ; Les Thermes de Caracalla[24]
- Paysage historique, huile sur toile, 83 × 126 cm, Palais des beaux-arts de Lille[25]
- Paysage italien, huile sur papier sur toile, 34 × 25 cm, Musée Boijmans Van Beuningen, Rotterdam[26]
- Nemi, : trois tableaux, huile sur papier collé sur carton, 22 × 32 cm, Musée du Louvre, Paris : Vue à Nemi ; Le Palais de Nemi ; À la Fayolle, forêts et fonds[27]
- trois tableaux, huile sur papier collé sur carton, 27 × 37 cm, Musée du Louvre, Paris : Étude de ciel au Quirinal : À la villa Farnèse : les ruines ; À la villa Borghèse : chemin bordé d'arbres[28]

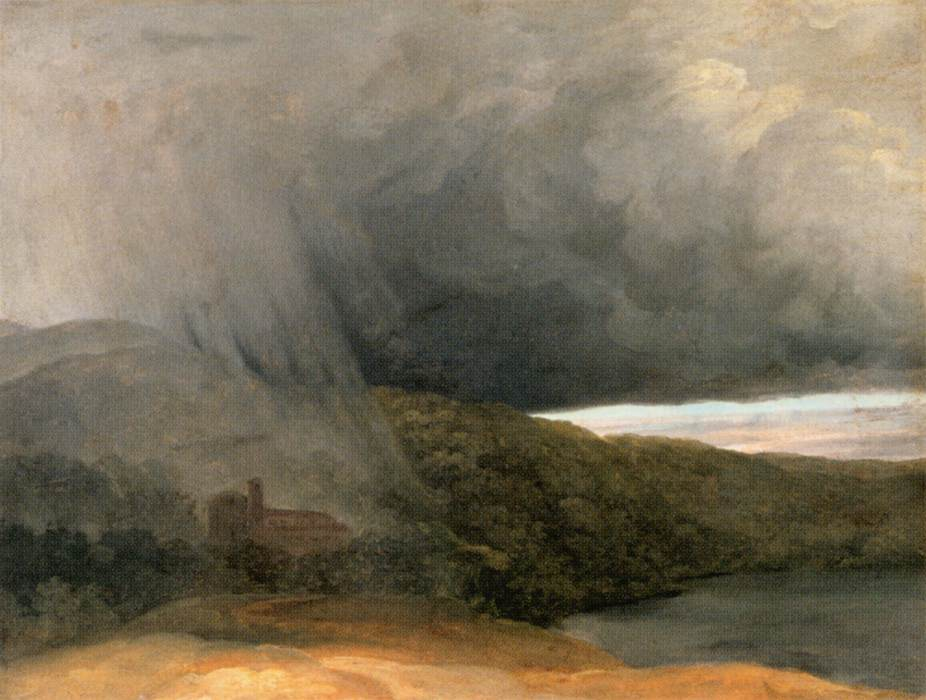
Orage au bord d'un lac, 1780 Musée du Louvre
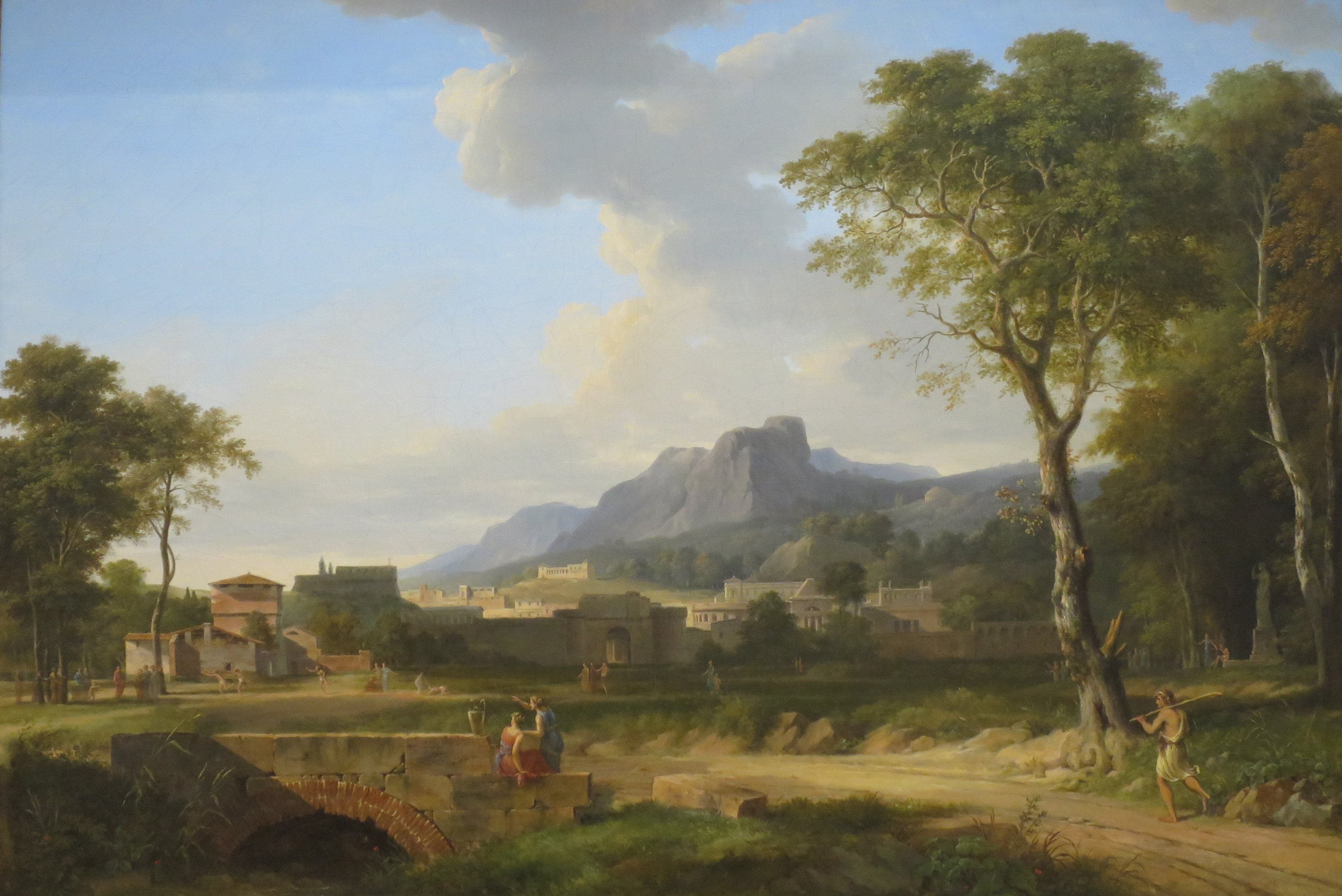
Arrivée d'un marathon, vers 1788 San Francisco
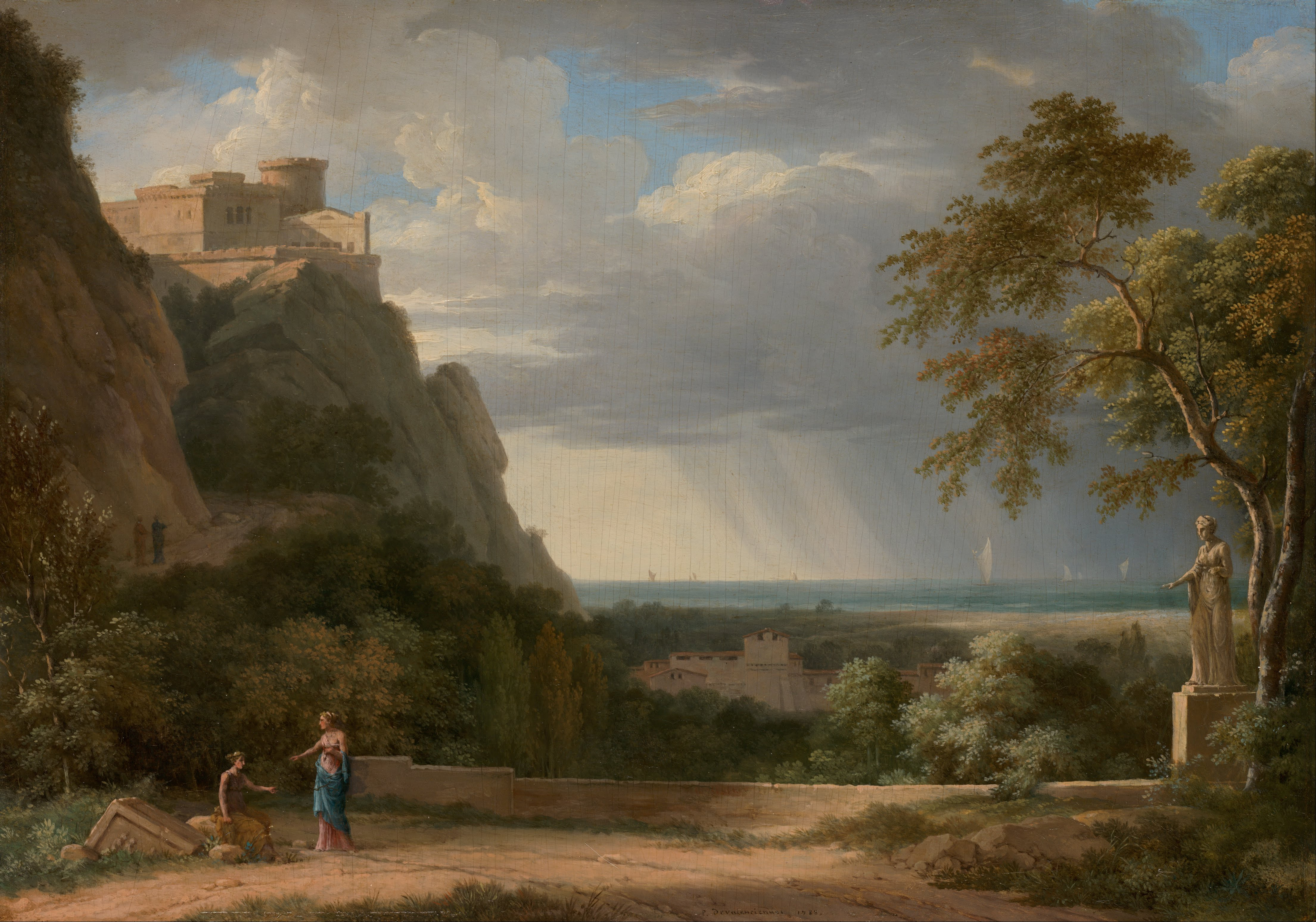
Paysage classique, 1788 Getty Center
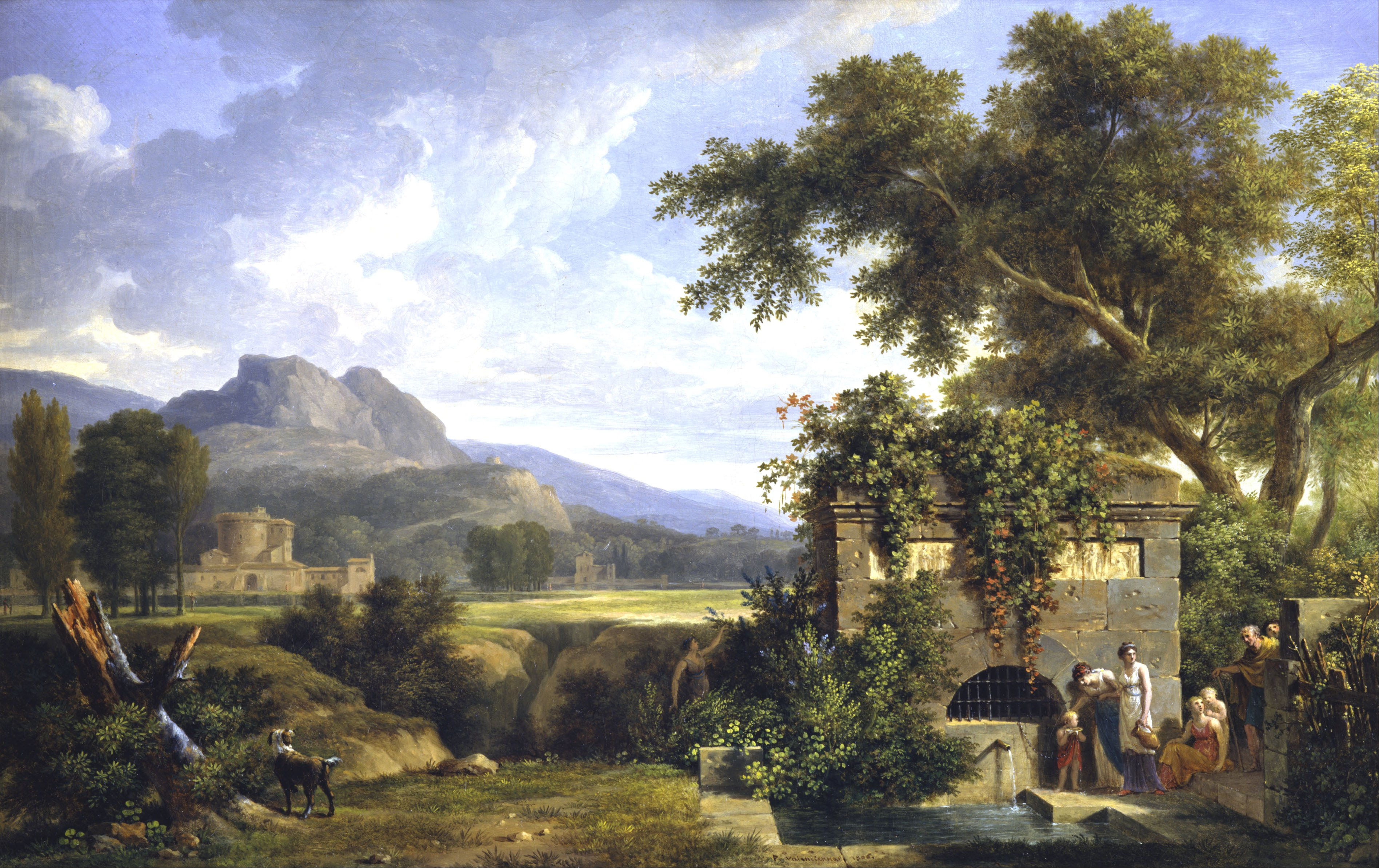
Paysage classique, 1806 Musée d'art de Toledo
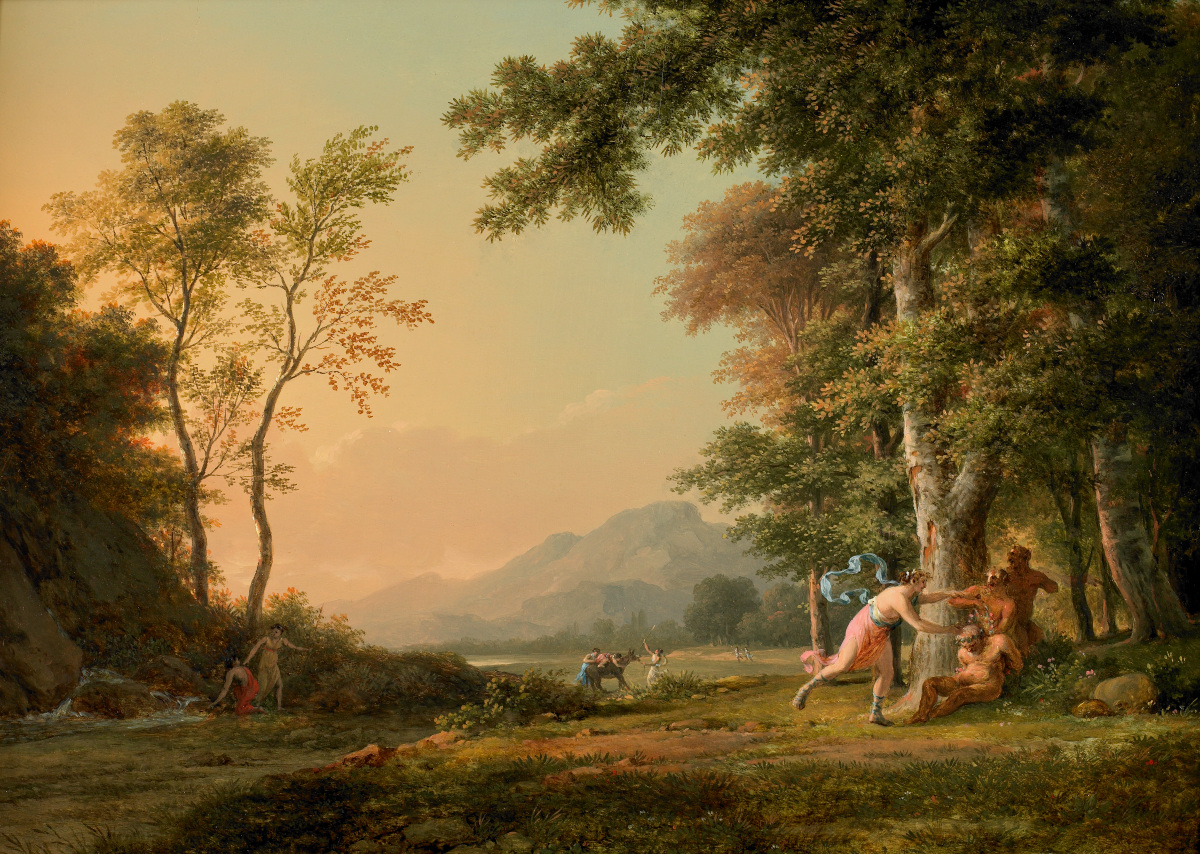
Scène bachique, vers 1810 Museum of Art, Birmingham
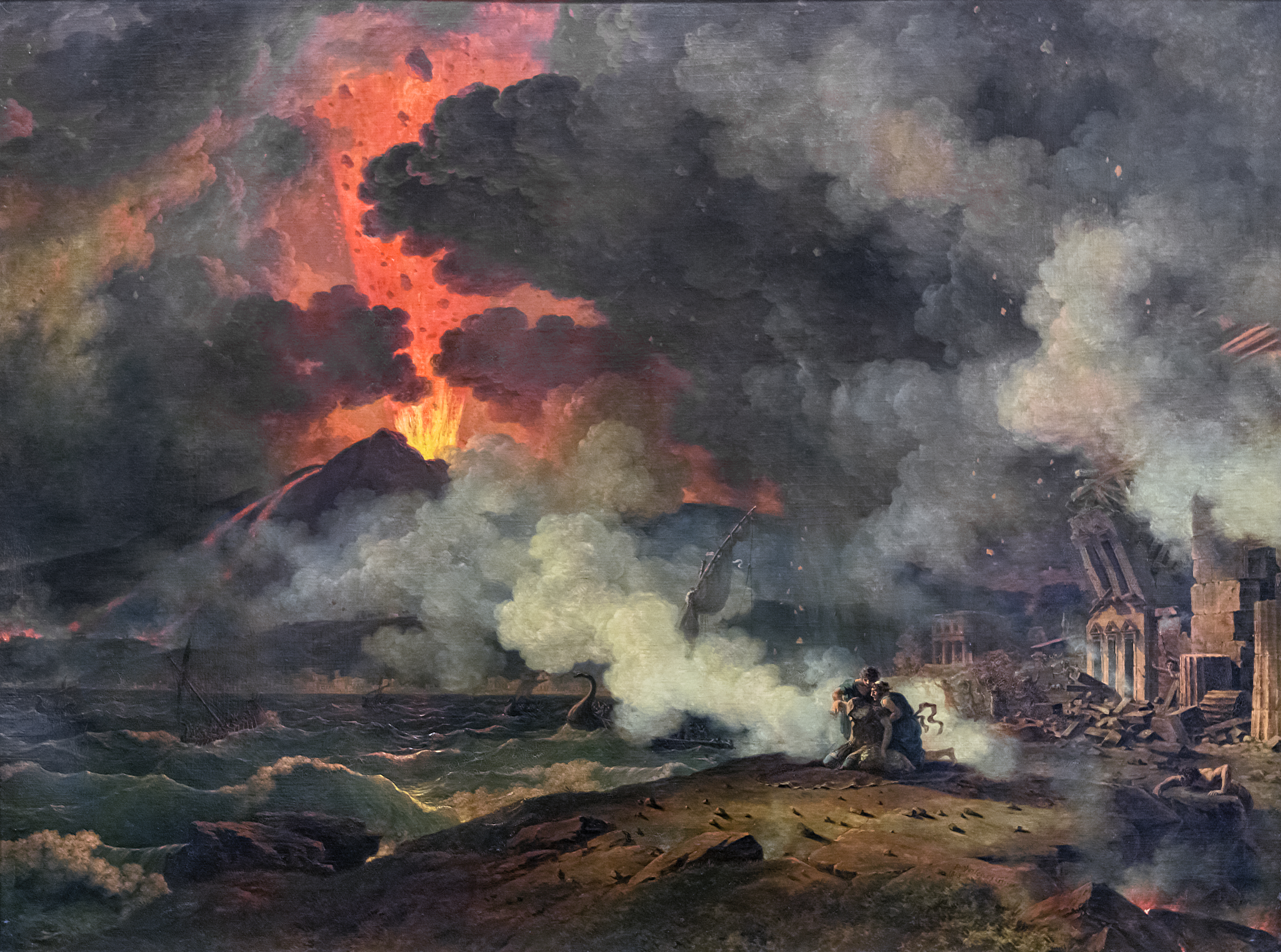
Eruption du Vésuve, vers 1813 Musée des Augustins de Toulouse
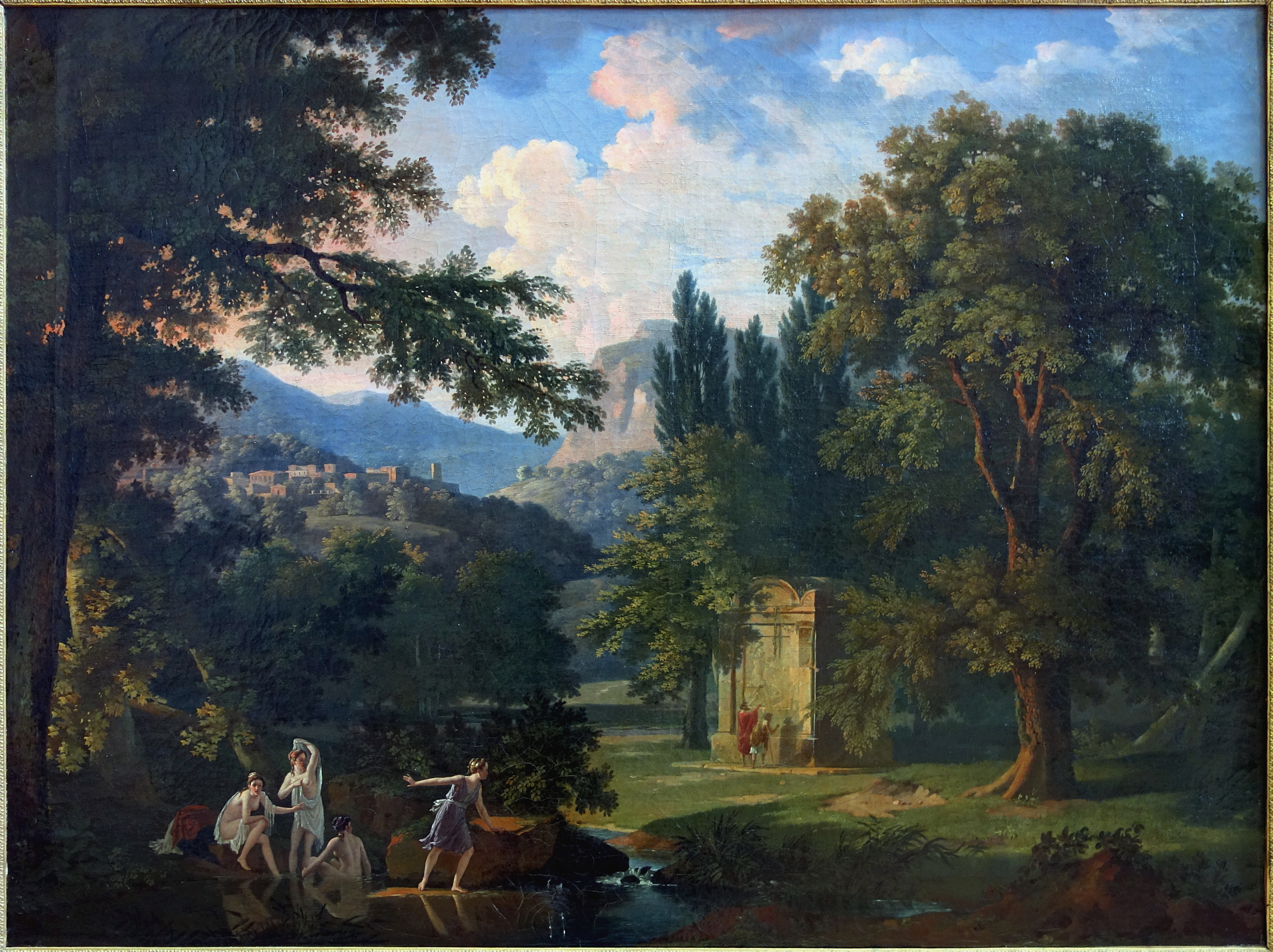
Paysage historique Palais des beaux-arts de Lille
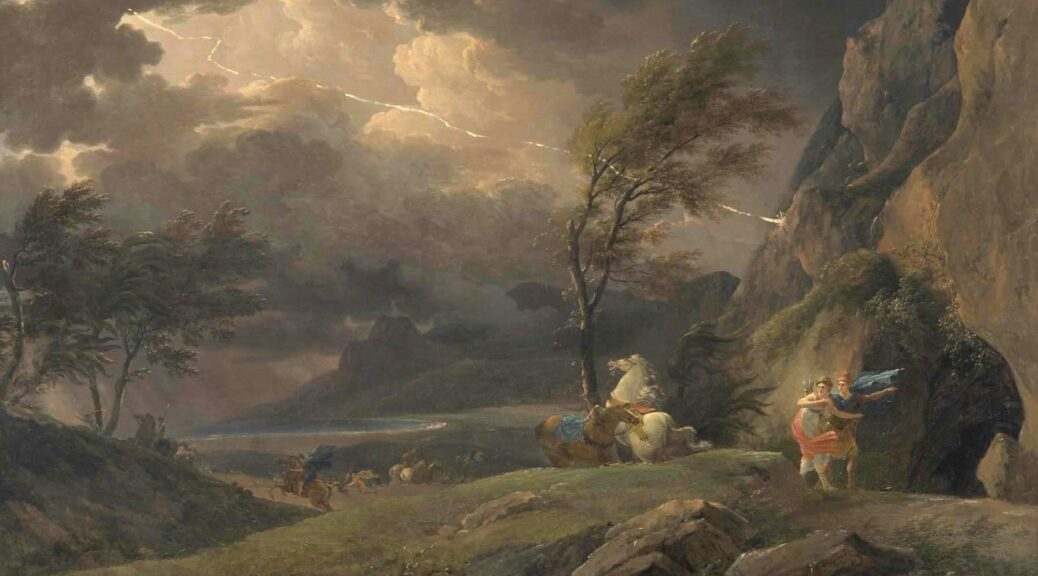
Enée et Didon fuyant l'orage se réfugient dans une grotte                                       Musée Sainte-Croix Poitiers

## Postérité
Oublié quelques décennies après sa mort, Valenciennes exercera pourtant une profonde influence sur les générations suivantes, principalement en ce qui concerne l'art du paysage qui, de genre mineur qu'il était au XVIIIe siècle, deviendra, dans la première moitié du siècle suivant, l'objet d'une pratique de masse et d'un intérêt critique croissant et à la fin du siècle, le lieu d'expériences esthétiques radicales[réf. souhaitée].